# 克里斯蒂安斯塔德市镇
56°01′46″N 14°09′24″E / 56.0293936°N 14.1566778°E
克里斯蒂安斯塔德市镇（瑞典語：Kristianstads kommun），是瑞典最南部斯科讷省的市镇，治所为克里斯蒂安斯塔德。市镇人口76,540人，面积1251平方公里，有克里斯蒂安斯塔德机场，主要有食品工业。在成立斯科讷省之前，曾为克里斯蒂安斯塔德省省会。